# Kaumualiʻi
George Kaumualiʻi [Kaumualii] (o. 1778. – 26. svibnja 1824., Honolulu, Oahu) bio je havajski poglavica, zadnji kralj Kauaija i Niihaua.

## Životopis

### Rođenje, obitelj i brakovi
Kaumualiʻi je rođen oko 1778. godine. 
Njegova je majka bila kraljica vladarica Kamakahelei, a otac mu je bio Kāʻeokūlani, regent Mauija i Molokaija, preko kojeg je bio unuk kralja Kekaulikea, dok je preko majke bio unuk poglavice Kaumeheiwe.
Oženio je svoju polusestru, koja se zvala Kawalu. Njegova druga supruga bila mu je nećakinja, Kaʻapuwai Kapuaʻamoku. Na kraju je oženio Elizabeth Kaʻahumanu, udovicu kralja Kamehamehe I. Velikog.
Njegov je sin od nepoznate žene bio princ Humehume. S drugom je ženom imao sina Aarona Kealiʻiahonuija i kćer Kinoiki Kekaulike I.
Bio je djed Harriet Kawahinekipi Kaumualiʻi i kraljice Kapiolani.

### Ujedinjenje
Kralj Kamehameha I. osvajao je havajske otoke i stvorio kraljevinu Havaji.
Budući da Kaumualiʻi nije htio da njegovi podanici pate, sklopio je mir s Kamehamehom i postao mu vazal. 
Bio je prisutan na pogrebu kraljice Keōpūolani.
Bio je vrlo popularan među svojim podanicima zbog svoje dobrote. Bio je zgodan i sposoban vladar te su mnogi žalili kad je umro u svibnju 1824. godine u Honoluluu na otoku Oahuu. 
Njegovo je tijelo prenijeto na otok Maui.